# Dichopleuropus spathulatus
Dichopleuropus là một chi nấm thuộc họ Lachnocladiaceae. Là một chi đơn loài, nó có loài duy nhất Dichopleuropus spathulatus, có ở Malaysia.